# Mini John Cooper Works S2000
El Mini John Cooper Works S2000 es un automóvil de competición basado en el MINI con homologación Super 2000. El Mini JCW S2000 se construyó al igual que su versión World Rally Car, a partir del chasis del Mini Countryman y aunque comparten muchos elementos cuentan con varias diferencias: la versión WRC tiene un alerón trasero más grande y algunas mejoras aerodinámicas mientras que la versión S2000 cuenta con un motor 1.6 cc y tracción a las cuatro ruedas aunque con una restricción de una brida de 30 mm en el turbo, a diferencia del WRC que cuenta con 33 mm. Existe una versión del vehículo denominada Mini John Cooper S2000 1.6T que dispone de un motor de 1600 cc pero con menos restricción en el turbocompresor.
Fue presentado en el Salón del Automóvil de Ginebra de 2011 e hizo su debut en el Rally de Portugal de 2011 pilotados por los pilotos Daniel Oliveira y Armindo Araújo. Posteriormente Oliveira volvería a utilizarlo en el Rally de Jordania.
La primera victoria del Mini fue en el Campeonato de Italia de Rally de Tierra en 2011, pilotado por el italiano Andrea Navarra.
En 2012 el piloto español Dani Sordo participó en el Rally de Córcega, prueba puntuable para el IRC con un Mini John Cooper Works S2000 desarrollado por Prodrive, logrando la primera victoria para el coche en dicho certamen y compitiendo frente a otros Super 2000 como el Škoda Fabia y el Peugeot 207 con más victorias y experiencia en el campeonato.

## Victorias

### Campeonato de Europa de Rally

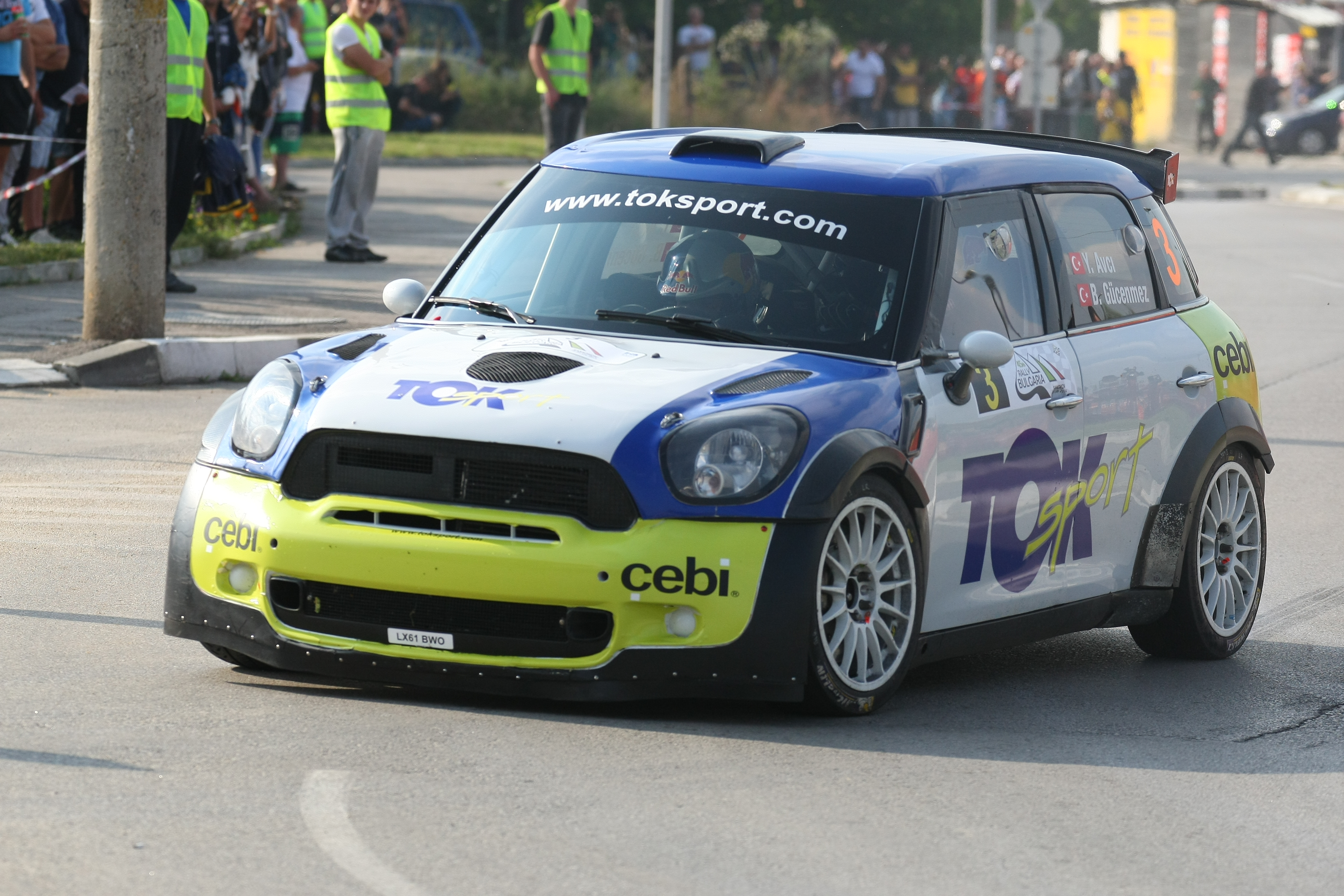
Avci Yagiz and Gücenmez Bahadir (Turkey), with Mini Cooper S2000 1.6T LX61 BWO Toksport class RC2 in Rallye Bulgaria 2014

| N.º | Año  | Rally                           | Piloto           | Copiloto  |
| --- | ---- | ------------------------------- | ---------------- | --------- |
| 1   | 2014 | 44. Barum Czech Rally Zlín 2014 | Václav Pech, jr. | Petr Uhel |

### IRC
| N.º | Año  | Rally             | Piloto     | Copiloto          |
| --- | ---- | ----------------- | ---------- | ----------------- |
| 1   | 2012 | 55. Tour de Corse | Dani Sordo | Carlos del Barrio |

### Campeonato de Italia de Tierra
| N.º | Año  | Rally                 | Piloto         | Copiloto     |
| --- | ---- | --------------------- | -------------- | ------------ |
| 1   | 2011 | Rallye dell’Adriatico | Andrea Navarra | Bandera de ? |